# Ray Mercer
Raymond Anthony Mercer (Jacksonville, 4 de abril de 1961) é um boxeador profissional americano aposentado, kickboxer e lutador de artes marciais mistas que competiu de 1989 a 2009. Mais conhecido por sua carreira no boxe, Mercer ganhou a medalha de ouro dos pesos pesados nos Jogos Olímpicos de Verão de 1988 como um amador, e mais tarde deteve o título dos pesos pesados da WBO de 1991 a 1992 como profissional. Ele foi classificado como o 9º peso-pesado do mundo pela BoxRec no final de 1990. Como um lutador de MMA, ele conquistou uma vitória por nocaute no primeiro round sobre o duas vezes campeão peso-pesado do UFC Tim Sylvia em 2009

## Carreira de boxe amador
Mercer começou a lutar boxe aos 23 anos, enquanto servia no Exército dos EUA na Alemanha Ocidental. Mercer disse que nunca tinha colocado um par de luvas até que ele se alistou, "O Exército me ensinou tudo que sei sobre boxe", explicou Mercer. Embora ele tenha lutado nas ruas quando jovem, não foi até que ele teve a chance de evitar um exercício de campo de 30 dias servindo como parceiro de treinopara o campeão dos pesos pesados do posto, que no inverno de 1984, com o fator vento frio levando as temperaturas abaixo de zero, foi uma grande oportunidade, que ele encontrou uma forma sancionada de usar sua agressividade. O início foi difícil, "Voltei daquele primeiro dia de sparring com o nariz sangrando e meus lábios inchados. Durante dois meses, levei uma surra. Mas depois tornou-se um desafio. Não sou um desistente. Imaginei o outro cara aprendi os movimentos, eu também poderia." Ele aprendeu rápido, ganhando títulos militares e um título da Federação de Boxe Amador dos Estados Unidos. Ele se tornou o campeão dos pesos pesados entre as Forças do Exército dos EUA em 1985, junto com Wesley Watson, que foi o campeão dos superpesados entre as Forças(Mercer mais tarde venceu Watson em profissionais). Mas em 1985, quando o treinador do exército Hank Johnson procurou recrutar Mercer para um campo de treinamento nos Estados Unidos para as Olimpíadas de 1988, a Mercer recusou a oferta. “Estava no meu auge na festa. O treino não era um sacrifício que eu queria fazer. Eu disse ao Hank, você não vai me ver até as Olimpíadas”, disse. Ele lutou boxe pela primeira vez em uma competição organizada em 1983 em Schweinfurt, Alemanha Ocidental. Ele ganhou um box-off de batalhão e depois ganhou o campeonato de brigada. "Depois disso, ganhei os campeonatos iniciante e aberto do VII Corpo e fui vice-campeão no Exército dos EUA, na Europa", disse Mercer. Quando ele foi transferido para Baumholder, ele ganhou três coroas USAREUR enquanto carregava a bandeira para o V Corps(ele venceu o campeonato USAREUR menos de um ano após sua primeira luta amador). Como serviu no USAREUR, por essa razão em 1986-1987 Mercer teve várias lutas internacionais na Alemanha, ele também competiu internacionalmente em torneios abertos da Europa Ocidental. No verão de 1988, ele novamente ganhou o campeonato inter-serviços de pesos pesados. Seu próximo passo foi se inscrever para o acampamento experimental de boxe todo o Exército e ganhar uma vaga na equipe do Exército. "No momento, quero ser o homem do 'marceneiro'. Tenho 26 anos e sou relativamente desconhecido. Meus planos são permanecer saudável e preciso me sair bem nas competições internacionais antes das Olimpíadas para ganhar confiança."
Ele venceu o campeonato amador de pesos pesados dos Estados Unidos em 1988. No confronto EUA x Cuba, Mercer cambaleou duas vezes Félix Savón, mas foi impedido de fazer mais danos por intervenção questionável do árbitro cubano Alfredo Toledo. No confronto EUA x Europa, Mercer com uma dura direita no nariz transformou em uma luta "No mas!" Para o iugoslavo Željko Mavrović.

## Carreira profissional no boxe
Mercer se tornou profissional em janeiro de 1989 e estreou com um terceiro TKO de Jesse Hughes. Ele marcou uma série de nocautes e em agosto de 1990 derrubou e outpointed grande soco Smokin 'Bert Cooper em uma luta espetacular 12 rounds que lhe rendeu o título NABF de Cooper. Em janeiro de 1991, ele desafiou o invicto Francesco Damiani pelo título dos pesos pesados da WBO, marcando uma vitória por nocaute com um soco no dia 9, quando estava atrás de pontos. Mais tarde naquele ano, ele derrotou o perfurador invicto Tommy Morrison em cinco, e com uma grande luta pelo título mundial no horizonte, desocupou seu cinturão WBO e lutou com a lenda de 42 anos Larry Holmes em vez do desafiante obrigatório Michael Moorer. Foi uma decisão imprudente, já que o astuto Holmes tirou Mercer da luta, superando o intrigado Mercer e ganhando tanto a decisão por pontos quanto a luta pelo título mundial de Mercer com o rei peso pesado Evander Holyfield.
Tendo dividido as lutas com o perigoso veterano Jesse Ferguson (Mercer foi investigado por supostamente ter pedido a Ferguson para "jogar a luta" durante seu primeiro encontro), trabalhou quando estava acima do peso para um empate com o cavalo de batalha Marion Wilson e viu uma luta proposta em Hong Kong com Frank Bruno caiu, Mercer teve uma corrida inesperada de forma em grandes lutas, perdendo por pontos em uma disputa emocionante com Holyfield em maio de 1995, perdendo uma decisão polêmica em outro soco selvagem, desta vez com Lennox Lewis, em junho de 1996, e marcando um ponto polêmico venceu o ex-campeão Tim Witherspoon em mais uma luta de alta ação em dezembro de 1996. No quadro de uma luta com Andrew Golota em 1997, Mercer sofreu uma lesão no pescoço e ficou fora de ação por 14 meses. Ele voltou em fevereiro de 1998 com um nocaute de Leo Loiacono em 2 rounds, mas contraiu a hepatite B e ficou inativo novamente, desta vez por 20 meses.

### Regresso
Em fevereiro de 2001, Mercer de 39 anos lançou um retorno final, nocauteando quatro jornaleiros antes de ser confrontado com o detentor do título WBO Wladimir Klitschko em uma luta de alto perfil na HBO. Uma vez famoso por seu incrível queixo de ferro, Mercer parecia ter sua idade e foi derrubado no primeiro lugar e parado no 6º. Um breve flerte nas artes marciais mistas anulou uma luta de 2004 com DaVarryl Williamson. No entanto, Mercer voltou ao boxe em 2005, agora com 44 anos, mas foi interrompido em sete rodadas por Shannon Briggs.